# Gao Min
Gao Min (Zigong, provincia de Sichuan, 7 de septiembre de 1970) es una saltadora china campeona olímpica de saltos de trampolín de 3 m en los Juegos de Seúl 1988 y Barcelona 1992. Está considerada como una de las mejores saltadoras de la historia.
Comenzó a nadar a los cuatro años. A lo seis años se inició en la práctica de gimnasia en la Escuela Deportiva Juvenil Amateur en la ciudad de Zigong, hasta que un entrenador de saltos la convenció para probar en este deporte. Con 15 años ganó su primera gran competición al proclamarse campeona de saltos desde el trampolín de 3 metros en los Campeonato mundial de natación de Madrid 1986.
Gao Min dominó los saltos de trampolín a nivel internacional durante varios años, no perdiendo ni una sola competición entre 1986 y 1992. En ese tiempo ganó las medallas de oro en los Juegos Olímpicos de Seúl 1988 y Barcelona 1992, además de obtener tres títulos de campeona mundial, tres de la Copa del Mundo y dos en los Juegos Asiáticos.
A lo largo de su carrera como atleta, ganó más de 70 medallas de oro internacionales y 11 campeonatos mundiales. En 1988, Gao anotó más de 600 puntos en competiciones internacionales tres veces consecutivas, convirtiéndose en la única atleta de saltos femenina con un total de más de 600 puntos en un solo juego en competiciones internacionales.
Se retiró en 1992 tras los Juegos Olímpicos de Barcelona. Luego se trasladó a vivir a Canadá, donde fue entrenadora durante varios años en Edmonton. Estudió gestión deportiva de la Universidad Estatal de Indiana Ball de Estados Unidos.
Era conocida como “La reina de los saltos” (Diving Queen) y está considerada como una de las mejores saltadoras de la historia por la elegancia y perfección de sus movimientos. Fue elegida como la mejor saltadora del mundo durante siete años consecutivos, entre 1986 y 1992.
En 1988, 1989 y 1990, fue nombrada entre los "Diez mejores atletas nacionales" de China.
En 1998 fue incluida en el Salón de la Fama de la Natación Internacional,  y en 2003 ingresó al Salón de la Fama del Deporte Femenino Mundial.
En 2005, regresó a China y publicó su autobiografía "Chasing Dreams", que cuenta su carrera como atleta.
Fue una de las últimas portadoras de la antorcha olímpica en la Ceremonia de apertura de los Juegos Olímpicos de Pekín 2008.
Entre otras causas humanitarias, Gao es la primera embajadora de Compact2025, una asociación que desarrolla y difunde consejos basados en evidencia a políticos y otros tomadores de decisiones con el objetivo de acabar con el hambre y la desnutrición en los próximos 10 años.

## Resultados
| Año  | Competición                 | Lugar        | Resultado                                     |
| ---- | --------------------------- | ------------ | --------------------------------------------- |
| 1986 | Campeonato del Mundo        | Madrid       | 1ª en Trampolín (3 m.)                        |
| 1987 | Copa del Mundo              | Amersfoort   | 1ª en Trampolín (3 m.)                        |
| 1988 | Juegos Olímpicos            | Seúl         | 1ª en Trampolín (3 m.)                        |
| 1989 | Copa del Mundo              | Indianápolis | 1ª en Trampolín (1 m.) 1ª en Trampolín (3 m.) |
| 1990 | Juegos Asiáticos            | Pekín        | 1ª en Trampolín (1 m.) 1ª en Trampolín (3 m.) |
| 1990 | Juegos de la Buena Voluntad | Seattle      | 1ª en Trampolín (1 m.) 1ª en Trampolín (3 m.) |
| 1991 | Campeonato del Mundo        | Perth        | 1ª en Trampolín (1 m.) 1ª en Trampolín (3 m.) |
| 1991 | Universiada                 | Sheffield    | 1ª en Trampolín (3 m.)                        |
| 1992 | Juegos Olímpicos            | Barcelona    | 1ª en Trampolín (3 m.)                        |